# St.-Michaels-Kirche (Dresden)

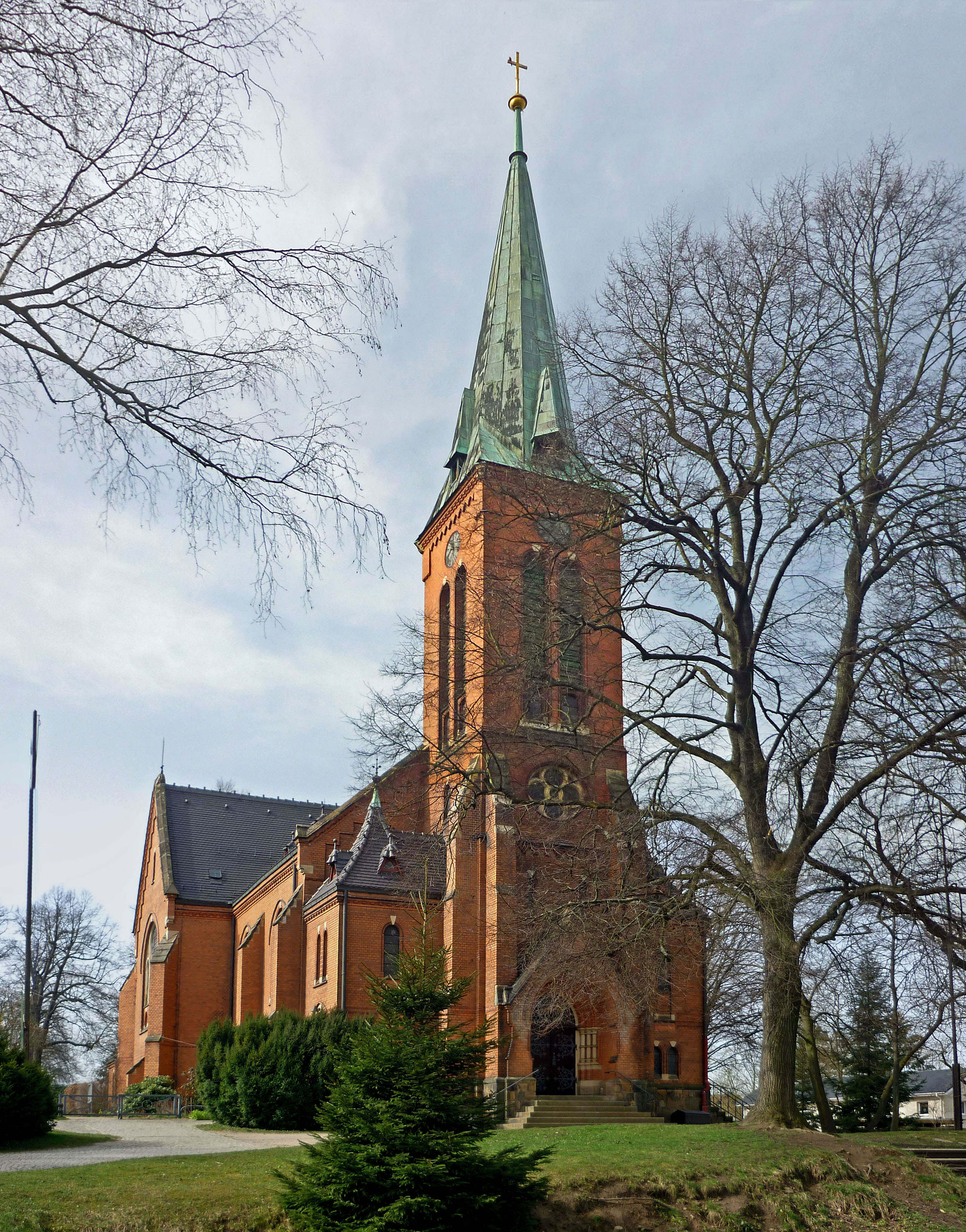
Die St.-Michaels-Kirche in Dresden-Bühlau

Die St.-Michaels-Kirche ist eine evangelisch-lutherische Kirche im Dresdner Stadtteil Bühlau. Sie wurde als zweite Kirche des Ortes 1897/1898 erbaut und ist seit der Eingemeindung Bühlaus 1921 eine der Dresdner Kirchen. 
Der neogotische Bau mit einem 43 Meter hohen Turm wurde vom Architekten Woldemar Kandler entworfen. Er ist als Klinkerbau ausgeführt und wurde am 29. Oktober 1899 als Erlöserkirche geweiht.

## Geschichte

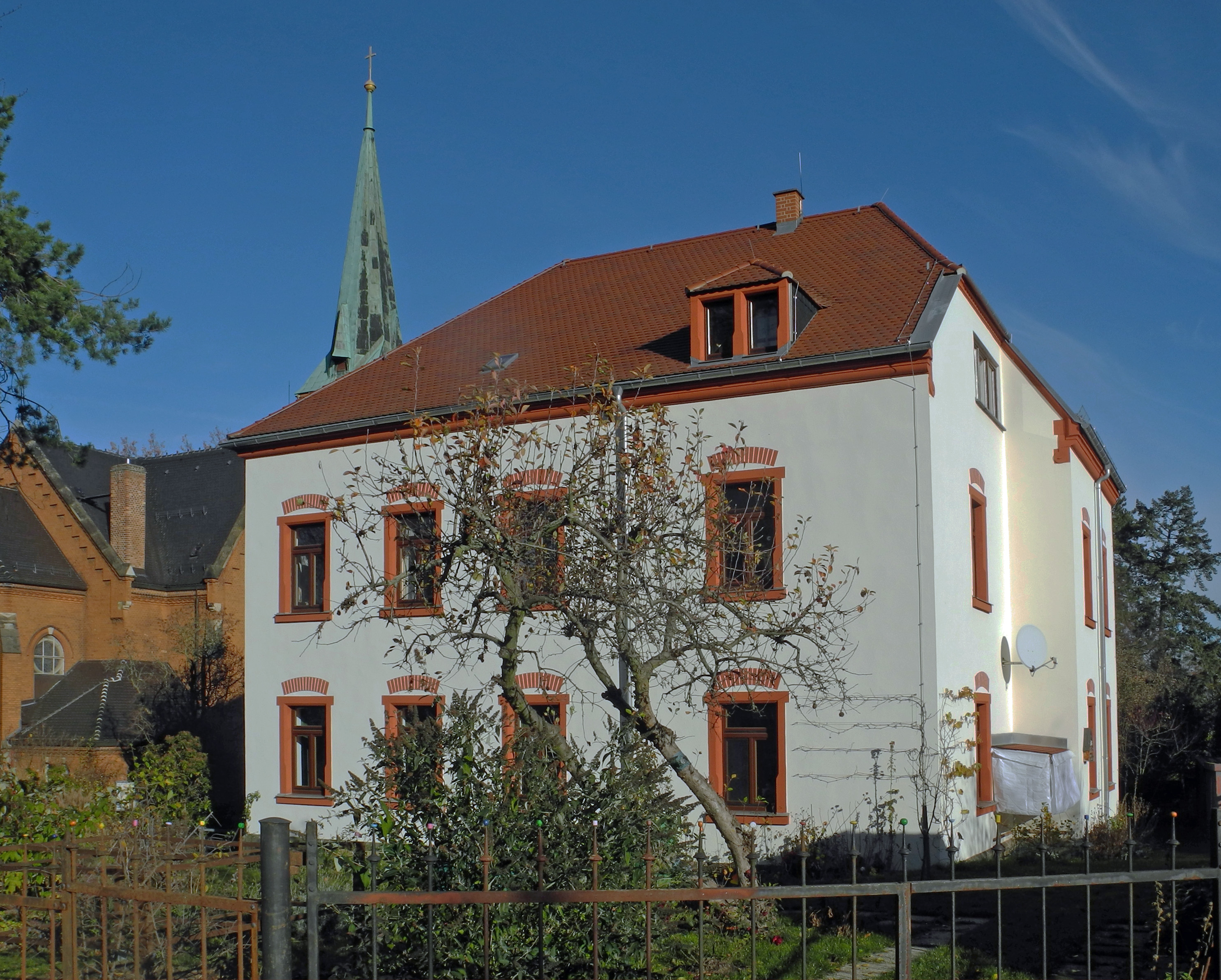
Pfarrhaus der Gemeinde St. Michael

Die Erlöserkirche in Bühlau an der Quohrener Straße wurde Ende des 19. Jahrhunderts für die Bewohner von Bühlau und Rochwitz erbaut. Die Gläubigen beider Ortschaften mussten bis 1890 die Kirchen in Weißig bzw. Schönfeld besuchen. Ab 1890 fanden die Gottesdienste in der Bühlauer Schule statt. 
Der erste Spatenstich für den Bau der Kirche erfolgte am 21. Juli 1898, die Weihe am 29. Oktober 1899. Der Entwurf für den Bau stammte vom Architekten Woldemar Kandler (1866–1929) aus Klotzsche. Die Kirche wurde 1949 in St.-Michaels-Kirche umbenannt. 
Etwa zeitgleich mit dem Bau der Kirche wurde auch der Friedhof (mit kleiner Friedhofskapelle ebenfalls von Woldemar Kandler) hinter der Kirche errichtet. 1901 erfolgte der Bau des Pfarrhauses neben der Kirche.
Die erste Kirche Bühlaus war die bereits im Mai 1896 geweihte Friedenskirche der evangelisch-methodistischen Gemeinde an der Neubühlauer Straße.

### Sanierungen und Umgestaltungen
In den Jahren 1973 bis 1980 wurde der Turm und das Kirchenschiff saniert und der Altar neugestaltet (u. a. neue Apsis mit den Engelfenstern), die Orgel wurde überholt und ein neues Heizungssystems eingebaut. Bei der Renovierung von 2022/23 wurde der Orgelbogen durch Zuganker gesichert, die Orgel überholt, der Kirchenraum denkmalgerecht neu ausgemalt und die Elektroinstallation erneuert.

## Ausstattung

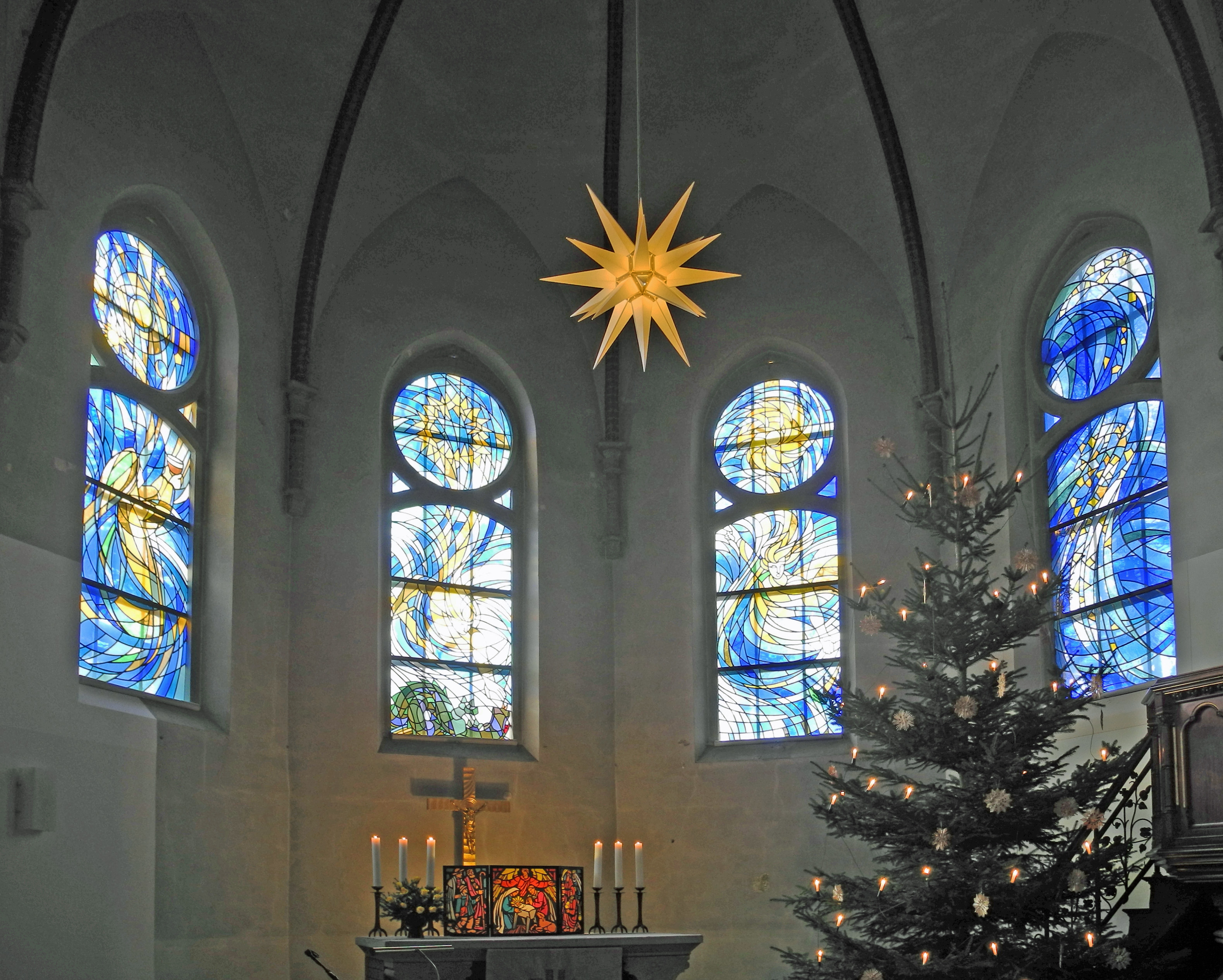
Erzengel-Fenster von Albrecht Ehnert

Die Kirche wurde im neogotischen Stil mit Jugendstil-Elementen erbaut. Die Außenmauern sind mit rötlichen Backsteinen verblendet. 
Neben den Holzkonstruktionen für Kirchendach und Turmhaube wurden auch die Emporen und die Decke des Kirchenraums in Holz ausgeführt. Der Innenraum wurde in den Jahren 1974–1980 erneuert. Sie bietet etwa 620 Personen Platz.
Altar, Kanzel und Lesepult stammen noch aus der Erbauungszeit und sind mit Paramenten des Grafikers Albrecht Ehnert (1927–2004) versehen. Dieser gestaltete um 1980 auch die Glasfenster im Altarraum mit den Erzengeln: 
- Raphael mit Gefäß als Heilsbringer (links)
- Michael im Kampf mit dem Drachen (Mitte)
- Gabriel mit erhobenem Zeigefinger als Bote Gottes (Verkündigung) (rechts)
- vermutlich Uriel als Geleiter der Toten (ganz rechts)

## Orgel

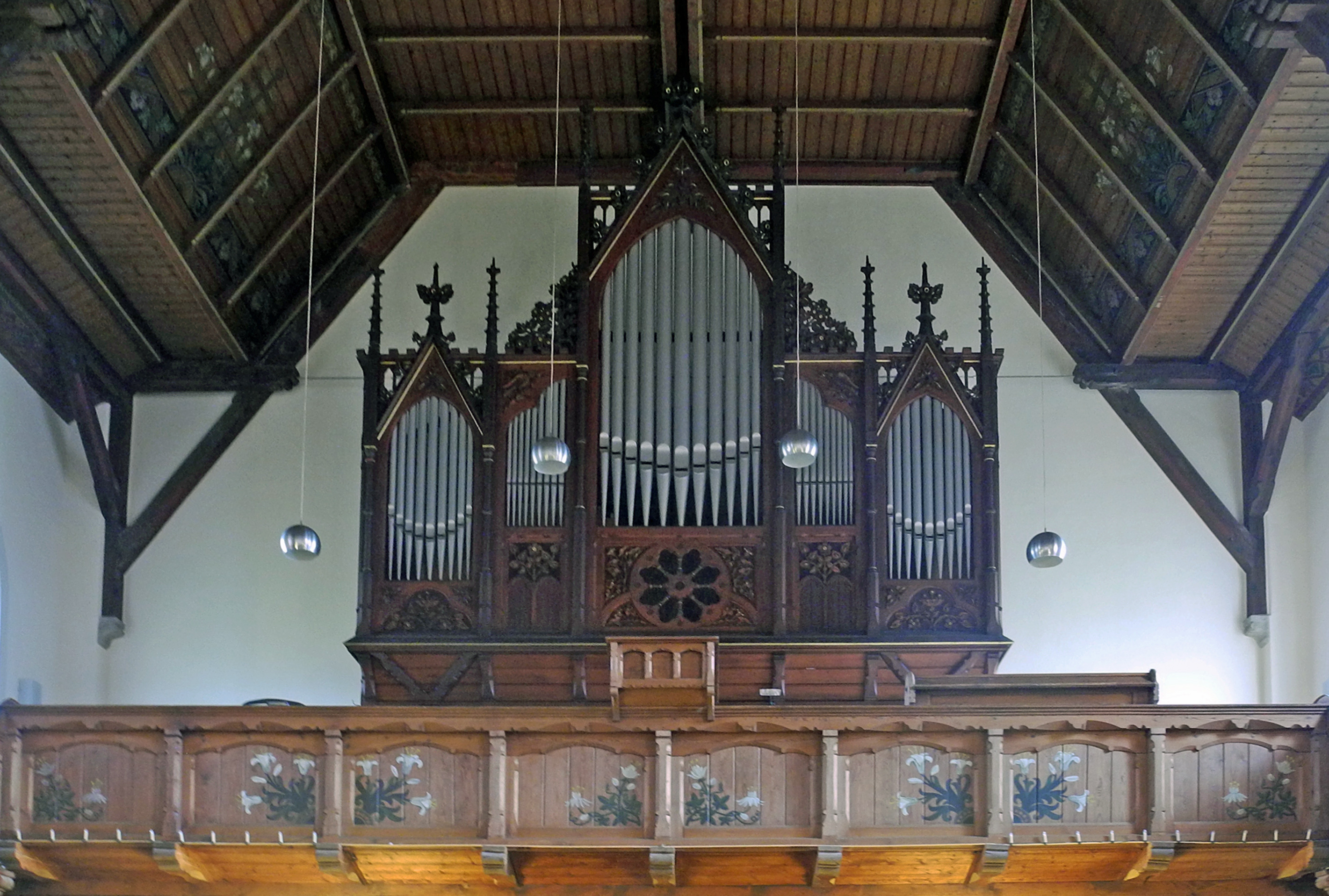
Jehmlich-Orgel der St.-Michaels-Kirche

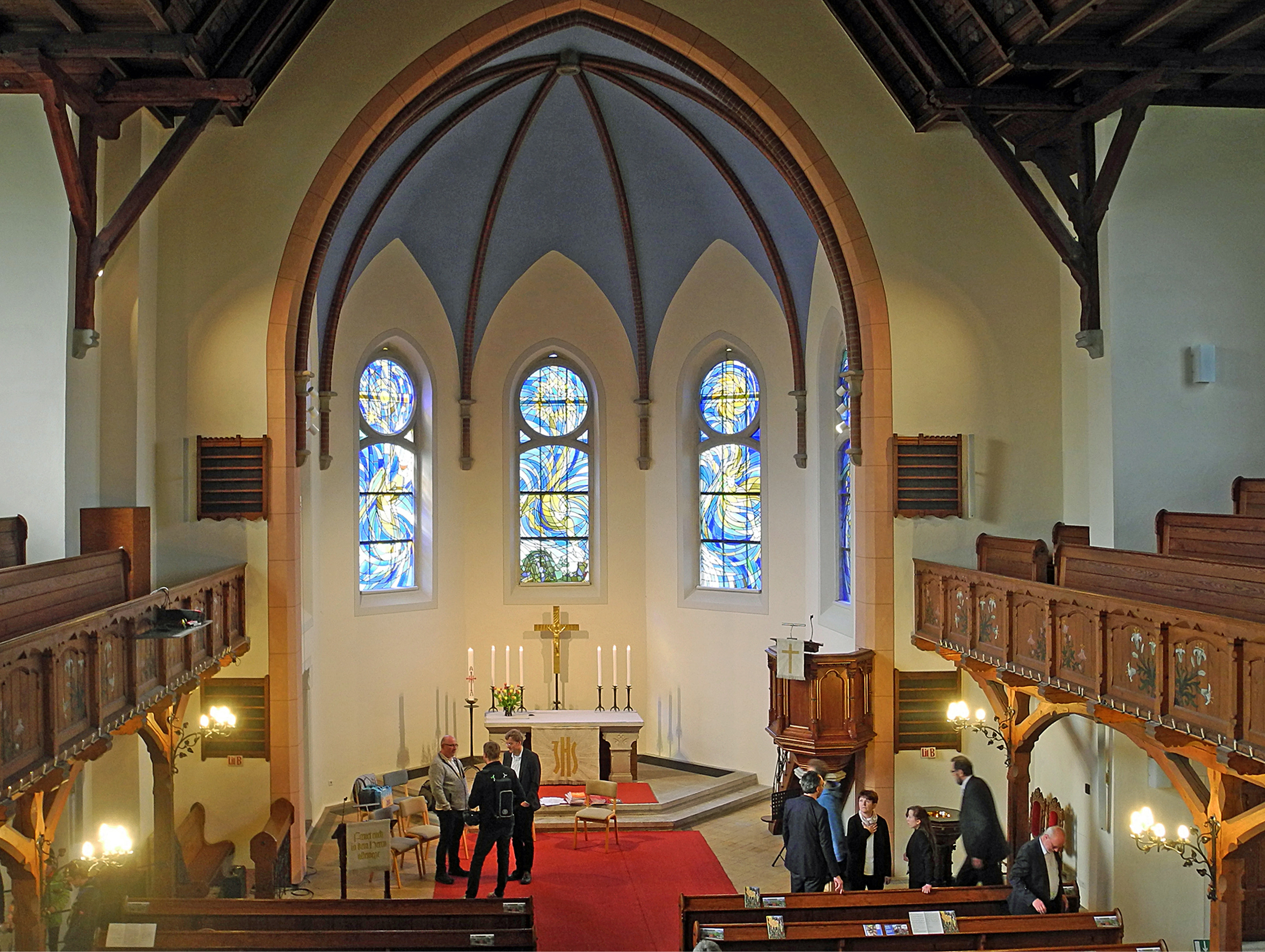
Kirchenraum nach der Renovierung von 2022/23

Für die Bühlauer Kirche schufen die Gebrüder Bruno & Emil Jehmlich (Dresden) 1904 eine bis heute im Originalzustand erhaltene Orgel mit zwei Manualen, Pedal und 22 Registern. 
Die Windladen sind als Kegelladen ausgeführt; Spieltraktur und Registertraktur sind pneumatisch. 
Im Jahr 1917 mussten 47 Zinn-Prospektpfeifen im Rahmen der Reichsmetallspenden für die Rüstungsindustrie abgegeben werden. 
1958/1959 erfolgte eine Umdisponierung der Orgel und 1999 eine Generalüberholung durch die Erbauerfirma.
Die Disposition lautet wie folgt:
| I Hauptwerk C–f3 |       |
| Bordun           | 16′   |
| Prinzipal        | 8′    |
| Rohrflöte        | 8′    |
| Gamba            | 8′    |
| Salicional       | 8′    |
| Oktave           | 4′    |
| Gemshorn         | 4′    |
| Quinte           | 2 ⁄3′ |
| Mixtur III–IV    |       |
| Trompete         | 8′    |

| II Schwellwerk C–f3 |        |
| Gedeckt             | 8′     |
| Quintatön           | 8′     |
| Prinzipal           | 4′     |
| Nassat              | 2 ⁄3′  |
| Oktave              | 2′     |
| Terz                | 1 3⁄5′ |
| Sifflöte            | 1′     |
| Zimbel II           |        |
| Tremulant           |        |

| Pedal C–d1 |     |
| Subbaß     | 16′ |
| Violonbaß  | 16′ |
| Oktavbaß   | 8′  |
| Posaune    | 16′ |

- Koppeln: II/I, II/I 4′, I/P, II/P
- Spielhilfen: Tutti, Crescendo-Tritt

## Glocken
Noch während des Baus der Kirche im August 1899 erfolgte die Glockenweihe und der Einbau von drei Bronzeglocken der Dresdner Firma C. Albert Bierling. Im Rahmen der Glockenbeschlagnahmen 1917 mussten die beiden großen Bronzeglocken abgegeben werden. 1922 wurden drei Stahlguss-Glocken vom Bochumer Verein installiert, die noch heute ihren Dienst versehen. Die verbliebene Bierling-Glocke (450 kg, 900 mm Ø, Schlagton as′) ging 1922 nach  Ruppertsgrün, wo sie bis 1956 eingesetzt wurde.
| Nr. | Gussdatum | Gießer          | Material  | Durchmesser | Masse   | Schlagton |
| --- | --------- | --------------- | --------- | ----------- | ------- | --------- |
| 1   | 1922      | Bochumer Verein | Stahlguss | 1430 mm     | 1200 kg | dis′      |
| 2   | 1922      | Bochumer Verein | Stahlguss | 1260 mm     | 850 kg  | fis′      |
| 3   | 1922      | Bochumer Verein | Stahlguss | 1016 mm     | 460 kg  | a′        |

## Friedhof

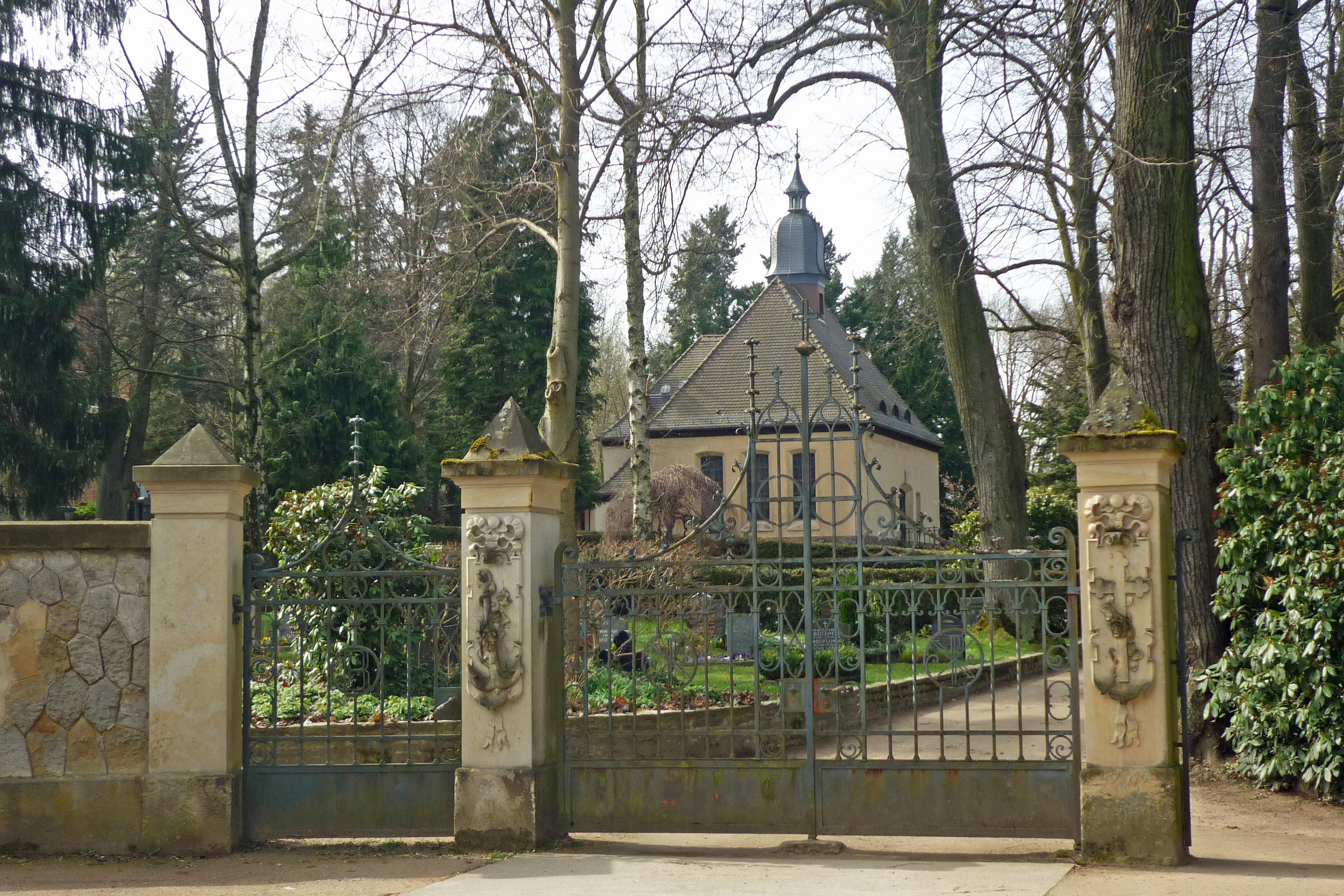
Eingang zum Friedhof und Friedhofskapelle

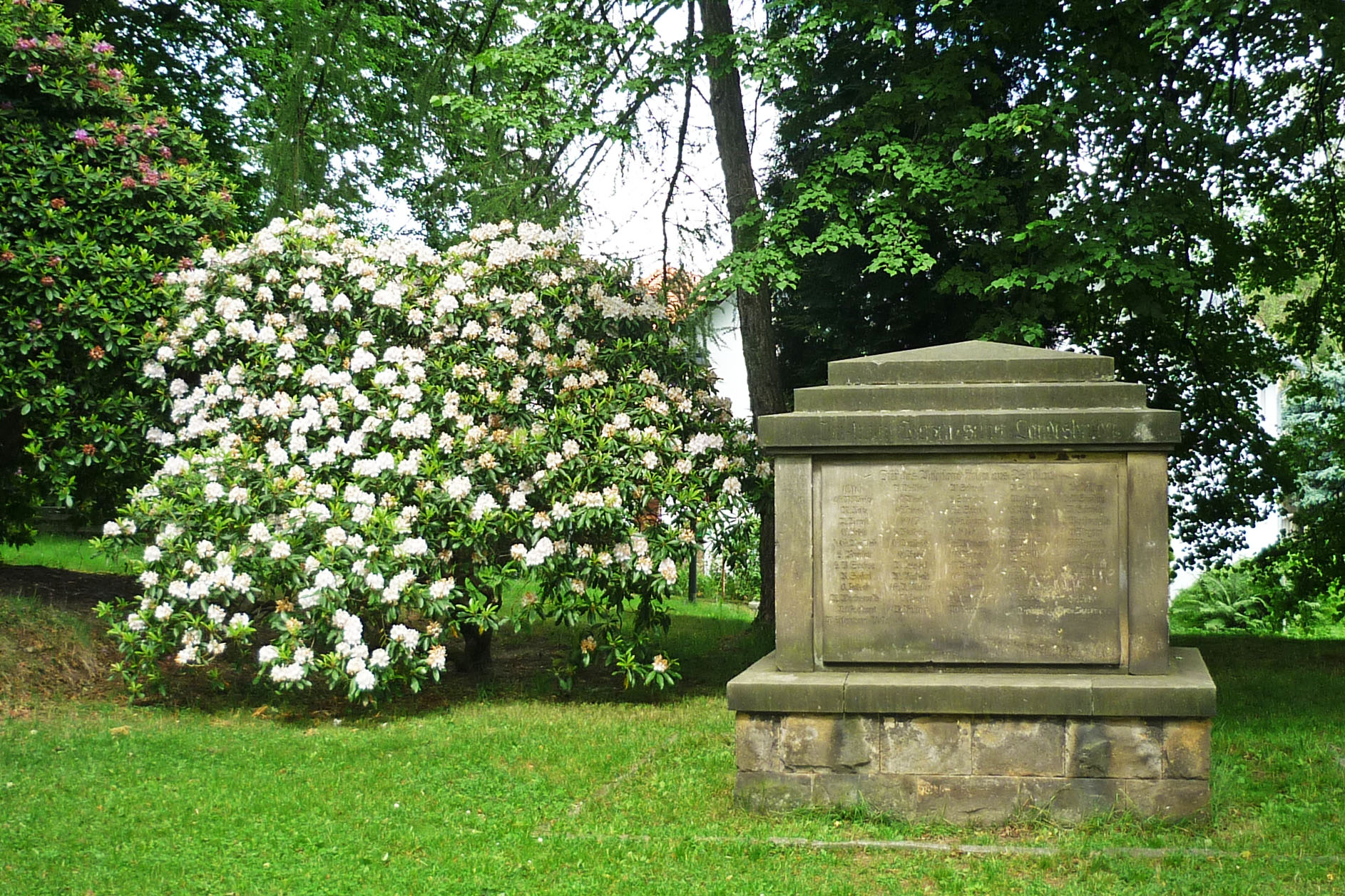
Kriegerdenkmal in Dresden-Bühlau

Mit dem Ausbau des neuen Friedhofs wurde 1897 begonnen; die offizielle Einweihung fand am 1. Januar 1898 statt. Der Friedhof hatte zunächst eine kleine Friedhofskapelle (ebenfalls nach einem Entwurf von Woldemar Kandler). Er wurde 1934 erweitert und erhielt 1938 eine größere Kapelle (Entwurf: Walter Menzel), die um 1943 mit einer kleinen Jehmlich-Orgel (II/P, 8 Register) ausgestattet wurde.
Wichtige Grabstätten
- Grabstätte Kappler († 1897) – älteste Grabstelle auf dem Friedhof
- „Franzosengrab“ mit den Gebeinen von 1813 in Bühlau gefallenen russischen und französischen Kriegern, beigesetzt 1902
- Grab des Kammersängers Heinrich Tessmer (1894–1960)
- Diakonissengräber der Diakonissenanstalt Dresden
- Grabstätte Hans Kircheis (1908–1981) – Rektor der Diakonissenanstalt Dresden
- Grabstätte des Künstlers Albrecht Ehnert (1927–2004)
- Grab des Rennfahrer Heinz Melkus (1928–2005)

## Kriegerdenkmal
Das Kriegerdenkmal vor der Michaeliskirche stammt vom Bildhauer Josef Häsler und wurde 1922 aufgestellt. Der Wettin-Gedenkstein von 1890, der ehemals bei der Kirche stand, wurde 1947 entfernt.